# Botoșani

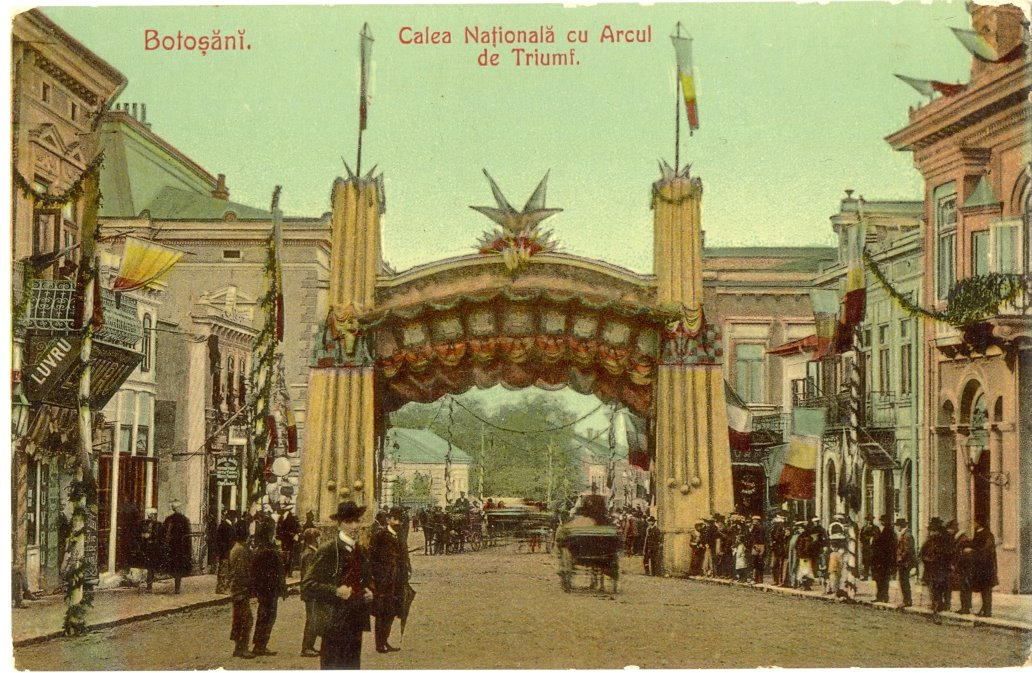
Arcul de triumf

Botoșani este municipiul de reședință al județului cu același nume, Moldova, România.
Se află în Câmpia Jijiei, la o altitudine de 170 m deasupra nivelului mării. Are o suprafață de 41,36 km². Populația este de 90.010 locuitori, determinată în 1 decembrie 2021, prin recensământ, chestionar.
Este așezat în partea de sud-vest a județului Botoșani, pe interfluviul dintre râurile Sitna și Dresleuca, spre vest între Dresleuca și Siret, apoi coboară între dealurile Crivăț, Agafton, Baisa, în adâncuri sprijinindu-se pe platforma Moldovei.
Orașul este atestat documentar de pisania Bisericii armene Sfânta Maria ce datează din 1350. Între secolul XIV și anii 1870 orașul Botoșani, fiind amplasat la intersecția principalelor drumuri comerciale, a fost un înfloritor târg al Moldovei și un centru al producției meșteșugărești. Începând cu 1870 orașul a pierdut din zona de influență economică, deoarece a devenit un capăt de linie ferată secundară odată cu prelungirea liniei Lemberg-Cernăuți-Suceava; precum și datorită construirii liniei Dorohoi - Iași pe valea Jijiei. Târgul a devenit unul de importanță locală, înregistrându-se o scădere importantă a comerțului. Activitatea orașului s-a orientat din acel moment către industria agricolă, rolul principal avându-l producția agricolă a marilor moșii. Între 1870 și 1968 a fost o perioadă de decădere pentru oraș, fapt demonstrat de scăderea populației de la 39.941 în 1870 la 35.220 în 1966. Începând cu 1968 Botoșaniul redevine reședință de județ, iar până în 1992 urmează o perioadă de creștere și dezvoltare, însoțită de creștere rapidă a populației către maximul istoric de 126.145 de locuitori înregistrat în 1992.
După 1989 urmează o tranziție dificilă, trecerea la economia de piață afectează orașul, se închid multe din fabricile deschise în perioada 1968-1989, iar ca o consecință directă a lipsei de oportunități economice apare emigrarea masivă a populației către vestul Europei și America de Nord.

## Istoric
Dezvoltarea orașului a fost influențată de amplasarea acestuia la zona de contact între Podișul Sucevei și Câmpia Jijiei, fapt ce a dus atât la dezvoltarea comerțului cu produse agricole cât și a celuia cu animale. De asemenea situat într-un punct favorabil de legătură între principalele drumuri comerciale ale Principatului Moldovei, Botoșaniului a devenit un important centru de comerț ce a crescut până către a doua jumătate a secolului XIX.
Pe teritoriul Botoșaniului în locul denumit „La Siliște” (situat la circa 2 km nord de oraș) se găsesc, în afară de dovezi privind continuitatea de locuire pentru intervalul secolelor XIII-XVIII, și urmele unei culturi Protodridu, care arată asimilarea culturii materiale a slavilor de către localnici, în perioada secolelor IX-X. De asemenea în zona fostei bariere Agafton s-a descoperit o așezare în care s-au găsit fragmente de ceramică din secolele III-IV și din perioada secolele XI-XIII aparținând feudalismului timpuriu;, iar în zona Mănăstirii Popăuți s-au găsit dovezi arheologice ce demonstrează continuitatea locuirii în zonă între secolele XIII-XVIII. Pe baza acestor observațiile arheologice efectuate până în prezent se apreciază că târgul-oraș datează din veacul al XIV-lea, fiind precedat de o așezare de veac XIII. Prima atestare documentară a târgului Botoșanilor este realizată de pisania bisericii armene din centrul târgului, aceasta datând din 1350. 
Descoperirile arheologice de pe teritoriul județului Botoșani, la Drăgușeni, Mitoc, Rădăuți-Prut, Ștefănești, Vorniceni, confirmă faptul că în această zonă au fost prezente așezări omenești încă din paleolitic. Specifice culturii Cucuteni sunt vasele de ceramică și pământ ars, pictate în 2 sau 3 culori, de un înalt niverașului a fost un păun cu coada răsfirată ce simboliza podoabele doamnei Moldovei, cumpărate cu bani din venitul târgului.l artistic. Dezvoltându-se atât de timpuriu "Botoșanii nu au fost cetate ci târg deschis, fără ziduri" situat la o răspântie de drumuri, ceea ce a dus la un comerț înfloritor. Se pare că, începând cu secolul XV, dezvoltarea pe care o cunoaște comerțul aduce orașului venituri însemnate, iar prima pecete a o
Marii voievozi ai Țării Moldovei, Ștefan cel Mare și Petru Rareș, înscriu numeroase prezențe la Botoșani, în județ păstrându-se și azi ctitoriile domnești: Biserica Sf. Nicolae din Dorohoi (1495) și Biserica Sf. Nicolae Popăuți (1496) ale lui Ștefan cel Mare, azi monumente istorice. Tot monumente istorice sunt ctitoriile Doamnei Elena, soția voievodului Petru Rareș: bisericile Sf. Gheorghe din Botoșani (1551) și Uspenia (1552).

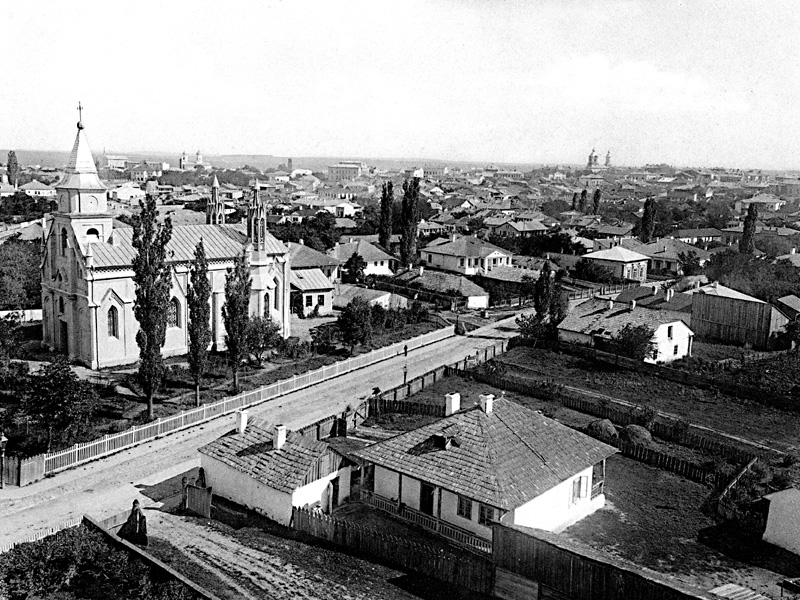
Vedere din Liceul Laurian către Biserica catolică și centrul orașului (1900)

La sfârșitul secolului XVI cârmuirea orașului revenea unui vornic numit din partea Doamnei, care avea sarcina să strângă veniturile ei, să judece pricinile, să păzească liniștea și să scrie răvașe în numele târgului. Pe lângă vornic funcționa un consiliu orășenesc, format dintr-un șoltuz și 12 pârgari aleși de comunitate. O administrație bine pusă la punct, va funcționa în Botoșani după 1820, când orașul nu va mai fi apanaj al Doamnelor. Botoșaniul e un oraș care păstrează o structură subterană de târg, cu pivnițe boltite suprapuse. Ele au adăpostit timp de sute de ani mărfurile târgului, constituind și locul de refugiu al populației în timpul repetatelor invazii. O valoare arhitecturală de necontestat o constituie lăcașuri de cult vechi de jumătate de mileniu, precum și zona de târg a orașului, renumită pentru valoarea arhitecturală a centrului istoric.

### Etimologie
Originea numelui de Botoșani este destul de incertă, dar sunt posibile următoarele explicații: prima ar fi că orașul își trage numele de la un boier pe nume Botaș, care a trăit pe aceste meleaguri la începutul mileniului II. Numele familiei „Botaș” sau „Botășani” este pomenit în documente foarte vechi încă de pe timpul lui Ștefan cel Mare, ca una din familiile alese ale Moldovei, a doua de la antroponimul „Botos” , a treia de la regionalismul „botoș” însemnând „căpușă” ; alte variante ar fi cuvintele „botos”  sau „botoșei” 

## Geografie
Orașul Botoșani este situat în nord–estul României, în zona de contact dintre regiunea dealurilor înalte de pe stânga văii Siretului, în vest, și cea a dealurilor joase a Câmpiei Moldovei ce se întinde către est. Dealurile din partea de vest a orașului fac parte din Podișul Sucevei – sectorul șeii Bucecea-Vorona cu altitudini maxime de 250 metri (Dealul Sulița), și cu altitudini minime - 150 metri - în partea de sud-vest și nord-est. Intre relieful înalt din vest, cu caracter de coastă și cel de câmpie colinară din est, exista un culoar depresionar (uluc) în care este așezat municipiul Botoșani.
Teritoriul orașului propriu-zis are o suprafața de 4132 ha, și un caracter ușor alungit pe direcția nord-sud. Altitudinea medie a orașului este de 163 metri, nedepășind decât excepțional 200 metri, în partea vestică. Caracteristic acestei regiuni este relieful de dealuri joase sau câmpii deluroase, dezvoltate pe depozite monoclinale (ușor înclinate spre sud-est), cu pante slabe, cu văi foarte largi, cu interfluvii ca niște platouri și cu energie de relief redusă, în medie 30-40 metri.
Orașul Botoșani, acesta este încadrat de două râuri principale: Sitna (principalul afluent al Jijiei - 65 km) și Dresleuca, un afluent al Sitnei. Din cauza acumulării de la Cătămărești, râul Sitna are un debit mic în dreptul orașului Botoșani - 0.396 m3/s.
În apropierea orașului mai sunt câteva acumulări mai mari de apă (sub formă de lacuri) și mai multe acumulări mici (gen iazuri). Printre cele mari, sunt de menționat următoarele lacuri:
- Lacul Cătămărăști, pe râul Sitna, în suprafață de 164 ha - Irigații, Pescuit;
- Lacul Curtești, pe râul Dresleuca, în suprafață de 39 ha - Irigații, Pescuit;
- Lacul Dracșani, pe râul Sitna, în suprafață de 574 ha - Pescuit;
- Lacul Stăuceni

### Floră și faună

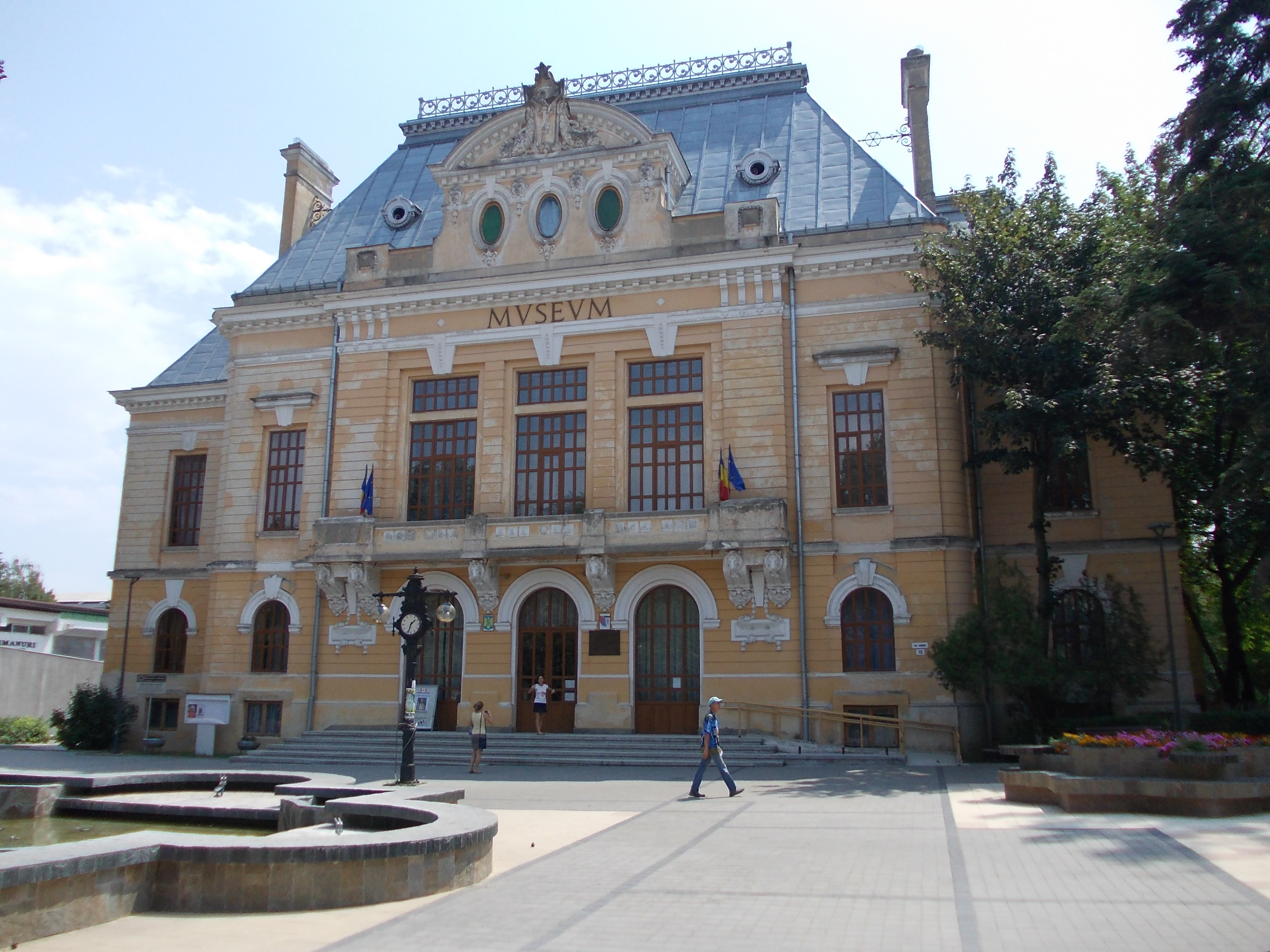
Vechea Prefectură, azi muzeu

Vegetația naturală a zonei de est orașului Botoșani este caracteristică zonei de silvostepă, fiind formată în special din terenuri agricole și pajiștile seculare ce ocupă locul fostelor păduri. În nord-vest se întind păduri de gorun, terenuri agricole și pajiști stepizate, iar în sud-vest făgete de deal și păduri amestecate de fag și gorun.
În rest, vegetația naturală este caracteristică solurilor de pădure, cu fânețe și izlazuri pe care cresc ierburi perene. Culturile tradiționale constau din: grâu, secară, orz, porumb, cartofi, sfeclă de zahăr, floarea-soarelui.
Livezile ocupă suprafețe relativ mici și predomină prunul și vișinul, cireșul și părul, gutuiul și nucul.
Fauna este formată din căprioară, iepuri, vulpi.

### Clima
Clima este temperat-continentală, influențată puternic de masele de aer din estul continentului, fapt ce determină ca temperatura medie anuală să fie mai redusă decât în restul țării ( 8- 9 oC), cu precipitații variabile, cu ierni sărace în zăpadă, cu veri ce au regim scăzut de umezeală, cu vânturi predominante din nord-vest și sud-vest.
| Date climatice pentru Botoșani | Date climatice pentru Botoșani | Date climatice pentru Botoșani | Date climatice pentru Botoșani | Date climatice pentru Botoșani | Date climatice pentru Botoșani | Date climatice pentru Botoșani | Date climatice pentru Botoșani | Date climatice pentru Botoșani | Date climatice pentru Botoșani | Date climatice pentru Botoșani | Date climatice pentru Botoșani | Date climatice pentru Botoșani | Date climatice pentru Botoșani |
| Luna                           | Ian                            | Feb                            | Mar                            | Apr                            | Mai                            | Iun                            | Iul                            | Aug                            | Sep                            | Oct                            | Nov                            | Dec                            | Anual                          |
| ------------------------------ | ------------------------------ | ------------------------------ | ------------------------------ | ------------------------------ | ------------------------------ | ------------------------------ | ------------------------------ | ------------------------------ | ------------------------------ | ------------------------------ | ------------------------------ | ------------------------------ | ------------------------------ |
| Sursă: weatherbase.com         |                                |                                |                                |                                |                                |                                |                                |                                |                                |                                |                                |                                |                                |

### Parcul Mihai Eminescu

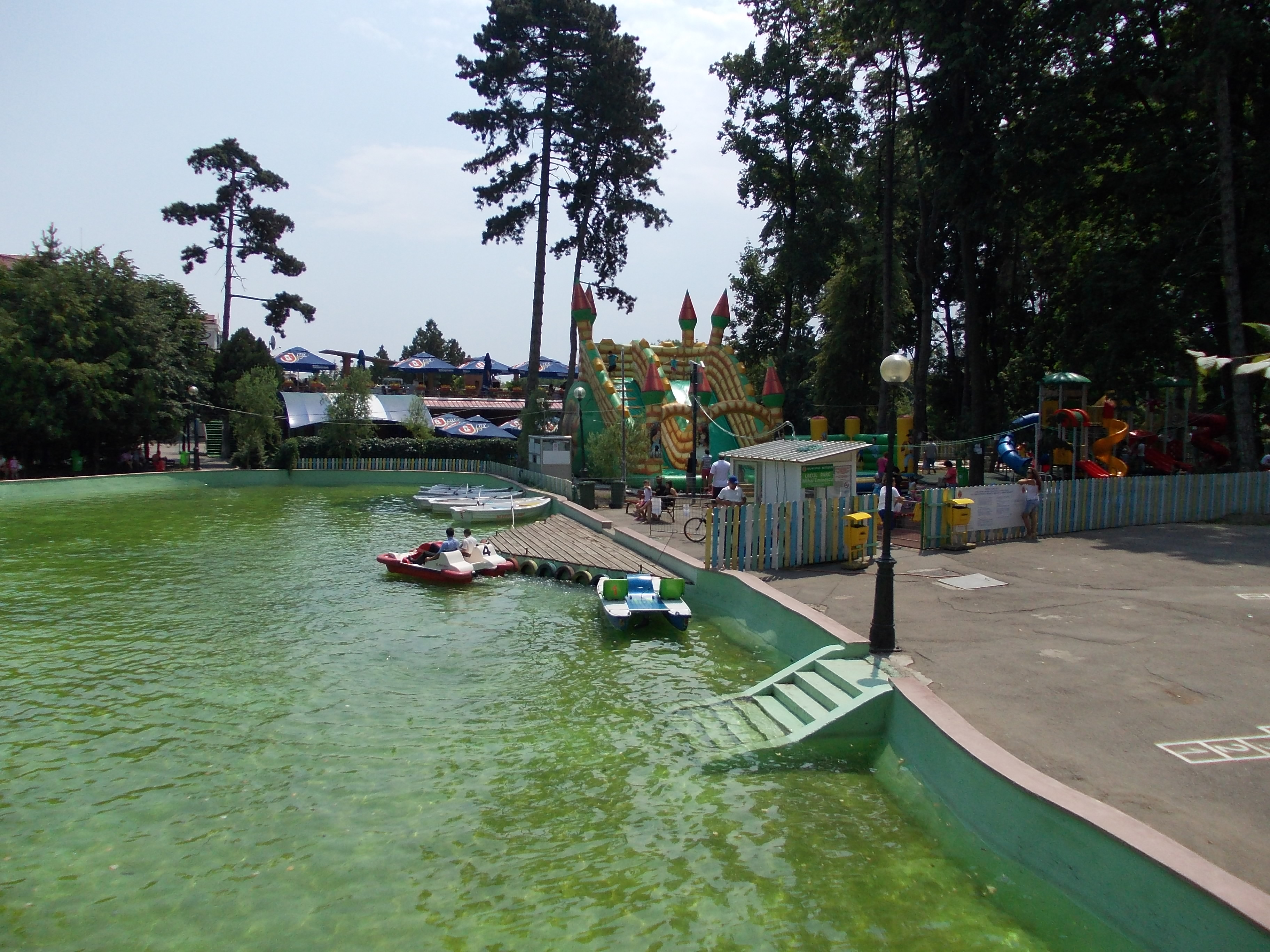
Parcul din Botoșani

Parcul amenajat în 1869, ce avea inițial denumirea de „Parcul Vârnav”, mai pastrează câțiva arbori contemporani cu Mihai Eminescu care a poposit aici de mai multe ori mai ales în ultima parte a vieții sale. În parc există un mic lac artifical și un loc amenajat unde în trecut fanfara militară susținea recitaluri.

## Demografia
Componența etnică a municipiului Botoșani
     Români (83,86%)
     Romi (1,35%)
     Alte etnii (0,9%)
     Necunoscută (13,89%)
Componența confesională a municipiului Botoșani
     Ortodocși (80,91%)
     Penticostali (1,72%)
     Alte religii (2,53%)
     Necunoscută (14,84%)
Conform recensământului efectuat în 2021, populația municipiului Botoșani se ridică la 90.010 locuitori, în scădere față de recensământul anterior din 2011, când fuseseră înregistrați 106.847 de locuitori. Majoritatea locuitorilor sunt români (83,86%), cu o minoritate de romi (1,35%), iar pentru 13,89% nu se cunoaște apartenența etnică. Din punct de vedere confesional, majoritatea locuitorilor sunt ortodocși (80,91%), cu o minoritate de penticostali (1,72%), iar pentru 14,84% nu se cunoaște apartenența confesională.
Sub profil confesional, majoritatea locuitorilor este de religie ortodoxă, religia romano-catolică are 710 de credincioși. Alte religii, printre care și atei, sunt prezente, dar cu procente mult mai mici.

### Populația istorică

Primăria în anul 1872

În anul 1762 abatele Boscowicz menționează pentru orașul Botoșani 400 de case, ceea ce ar fi însemnat o populație de cel mult 4000 locuitori (A. Gorovei, op. cit., p.76). În anul 1768, abătându-se pe la Botoșani, baronul de Tott, agent diplomatic al Franței pe lângă hanul tătarilor, descrie localitatea ca pe „unul din orașele cele mai însemnate ale Moldovei”, apreciat pe atunci la 7000-8000 de locuitori (Al. Papadopol-Calimach, op. cit., p.24)
Prima statistică modernă efectuată după unirea principatelor (la 1859 în Moldova și 1861 în Muntenia), arată că Botoșanii ocupau locul al treilea între orașele României, depășit fiind doar de București (121 000 locuitori) și Iași (65 745 locuitori), Botoșanii având atunci 27 147 locuitori. Această situație pare să se fi menținut până la 1870, când orașul Botoșani ajunsese la 39 941 locuitori, fiind întrecut doar de București, Iași și Galați (V. Tufescu, Tradiții și perspective în dezvoltarea municipiului Botoșani, Botoșani - istorie și contemporaneitate, p. 12-13).
Populația Botoșanilor era în 2005 de 119.132 locuitori.
Format:Demografie/Botoșani

### Comunități etnice

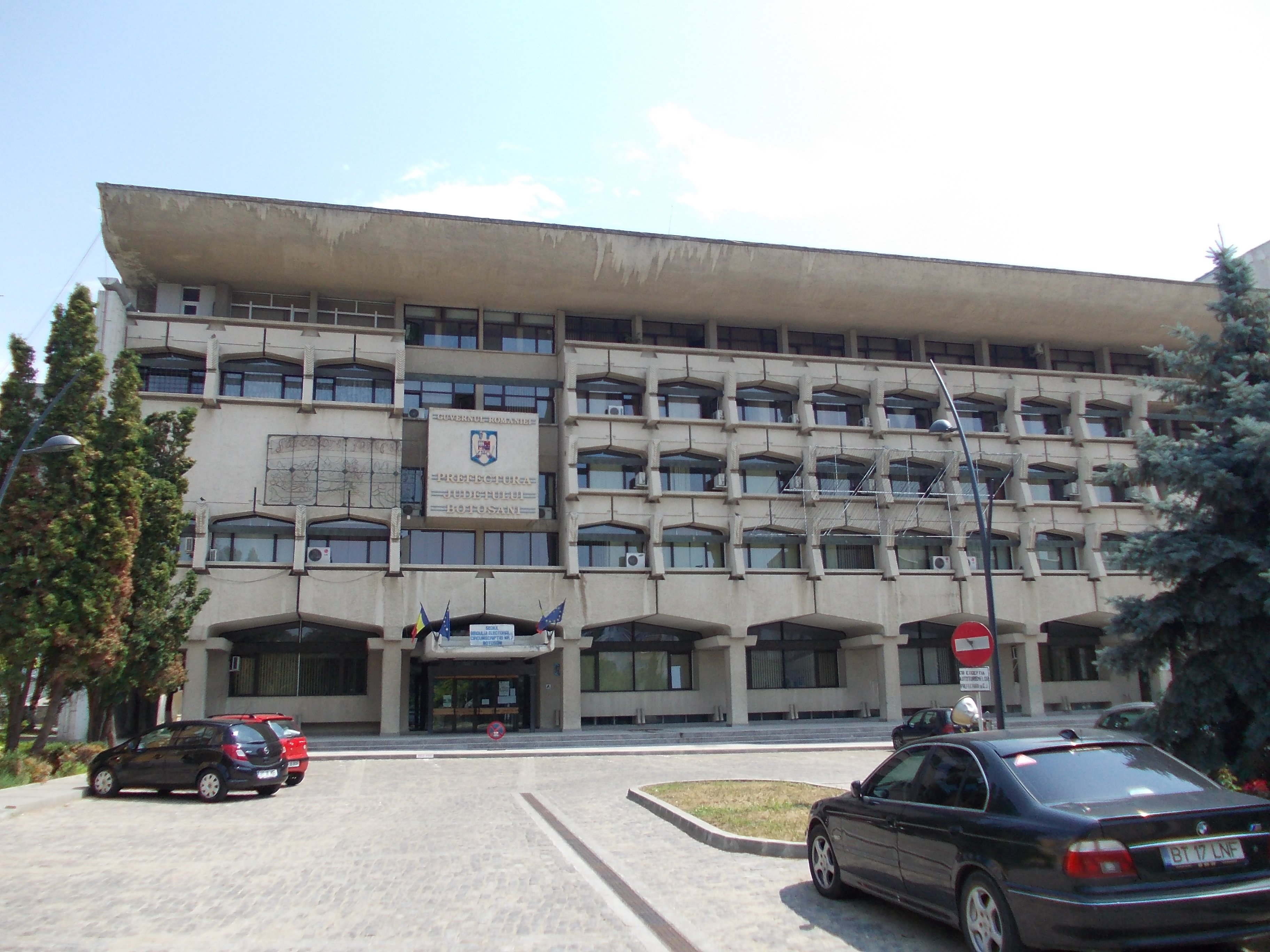
Prefectura județului Botoșani

Împreună cu românii, aici au trăit și trăiesc și alte naționalități, cum ar fi rușii-lipoveni, evreii, armenii, grecii si țiganii. Marea majoritate a populației este de religie ortodoxă.
Primii locuitorii de alta etnie care au venit și s-au stabilit la Botoșani au fost armenii, încă din secolele XIV - XV. Așezați în apropierea centrului vechi ei își vor construi aici, ca semn al deplinei stabilități, două frumoase biserici și își vor ridica numeroase case si prăvălii. În anul 1809 colonia armeană avea 1640 membri, cuprinși într-un număr de 328 familii.
O comunitate evreiască a existat în Botoșani din secolul al XIV-lea. În primele decenii ale secolului al XVIII-lea vin la Botoșani primii evrei din Polonia. Numărul lor a crescut după 1775 când Bucovina este anexată de imperiul Habsburgic, astfel încât, la 1781 comunitatea evreilor din oraș avea și un staroste. În secolul al XIX-lea prin sporul natural dar și în urma unor infiltrări de peste graniță, numărul evreilor cunoaște o puternică evoluție, astfel încât în anul 1899 aceștia reprezentau 51% din populația orașului. Înaintea primului război mondial evreii reprezentau totuși sub jumătate din populația orașului.
Un al treilea grup etnic stabilit la Botoșani este cel al lipovenilor. Originari din stepele Volgăi și Donului, aceștia au venit în Moldova la începutul secolului al XVIII-lea, în urma unui conflict cu patriarhul reformator al Rusiei, Nifon. În anul 1832 colonia lipoveană din Botoșani numără 58 de familii stabilite în Mahalaua Târgul Nou, unde aveau și o capelă. În anul 1853 capela a fost înlocuită cu o frumoasă biserică de zid.
Un grup etnic de o factură aparte așezat la Botoșani îl reprezintă țiganii. Originari din India, țiganii au ajuns în Moldova la începutul evului mediu. În Botoșani prima mențiune referitoare la o zona locuită de țigani apare în anul 1815. Ea se referea la "Țiganiile" din apropierea halelor de astăzi.

## Administrație

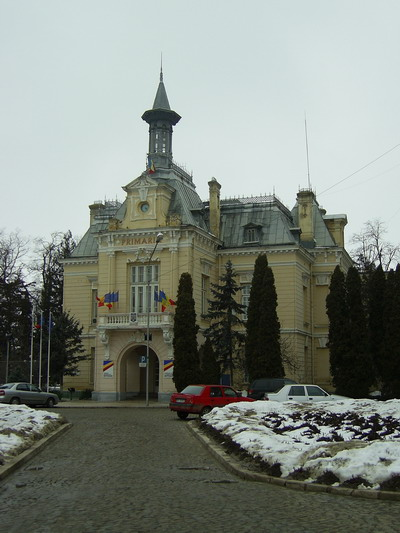
Clădirea primăriei

Municipiul Botoșani este administrat de un primar și un consiliu local compus din 23 consilieri. Primarul, Cosmin-Ionuț Andrei[*], de la Partidul Social Democrat, este în funcție din 2020. Începând cu alegerile locale din 2024, consiliul local are următoarea componență pe partide politice:
|  | Partid                          | Consilieri | Componența Consiliului | Componența Consiliului | Componența Consiliului | Componența Consiliului | Componența Consiliului | Componența Consiliului | Componența Consiliului | Componența Consiliului | Componența Consiliului | Componența Consiliului | Componența Consiliului | Componența Consiliului | Componența Consiliului |
|  | ------------------------------- | ---------- | ---------------------- | ---------------------- | ---------------------- | ---------------------- | ---------------------- | ---------------------- | ---------------------- | ---------------------- | ---------------------- | ---------------------- | ---------------------- | ---------------------- | ---------------------- |
|  | Partidul Social Democrat        | 13         |                        |                        |                        |                        |                        |                        |                        |                        |                        |                        |                        |                        |                        |
|  | Partidul Național Liberal       | 7          |                        |                        |                        |                        |                        |                        |                        |                        |                        |                        |                        |                        |                        |
|  | Alianța pentru Unirea Românilor | 3          |                        |                        |                        |                        |                        |                        |                        |                        |                        |                        |                        |                        |                        |

## Economie

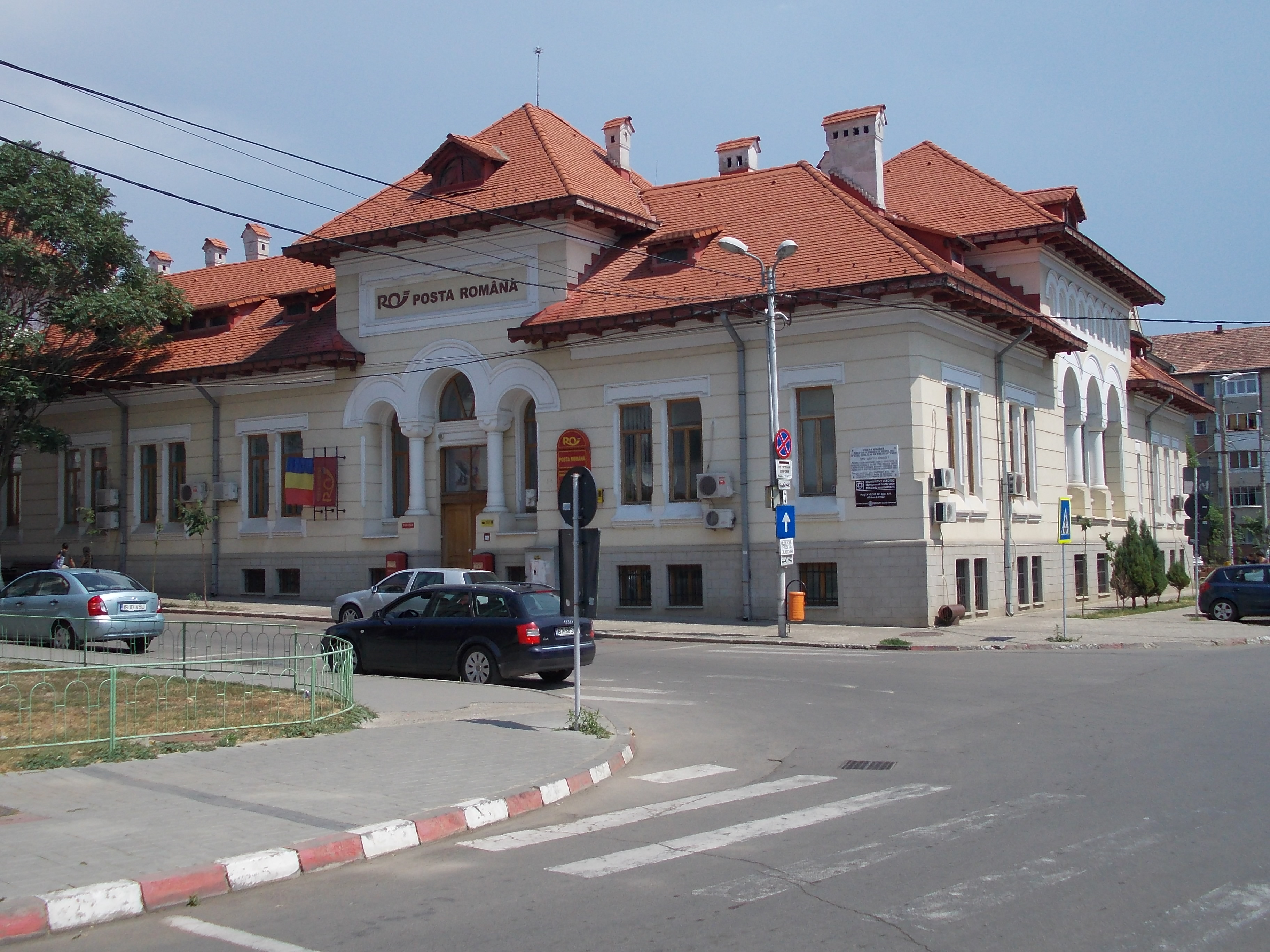
Poșta

Primele informații documentare privind comerțul botoșănean cu târgurile din țările vecine datează din timpul domniei lui Petru Rareș. În 1889 la Expoziția Universală de la Paris „Prima societate a morilor cu aburi din Botoșani” a obținut „Marea Medalie de Aur”, iar la Expoziția Universală de la Paris din anul 1900 a fost apreciată cu „Marele Premiu”. În 1832 existau la Botoșani 63 de bresle. Datele referitoare la anul 1845 indică un procent de 30% din numărul familiilor botoșănene ca aparținând meșteșugarilor și peste 34% comercianților. În 1890 a luat ființă o sucursală a B. N. R., în anul 1892 a fost înființată Societatea de economie Botoșani și în 1894 o sucursală a Băncii agricole, în forma unei societăți pe acțiuni. Industria ușoară era reprezentată în Botoșani prin fabrica „Floridas”, înființată în 1907, în care lucrau 120 de muncitoare și care confecționa cămăși, și „Prima fabrică de ciorapi și ghetre”, înființată în 1904 la Botoșani, în care lucrau 50 de muncitori. În 1890 ia ființă „Prima fabrică română de reparat mașini agricole și de fontă”, proprietar L. Halmoc, având 21 de muncitori. În 1893 ia ființă atelierul mecanic F. Blaha, în care lucrau 18 muncitori. După Primul Război Mondial se mai înființează la Botoșani fabrica „Hercules”, având ca obiect de activitate producția de lenjerie, fabrica „Aurora” (1923), care producea panglice de mătase și bumbac, fabrica de jucării „Teddy”. La 1 octombrie 1948 se înființează la Botoșani Întreprinderea mecanică pentru agricultură și industrie alimentară (actuala FORMA SA), în 1949 ia ființă Întreprinderea textilă „Moldova”, iar în același an ia ființă Întreprinderea de confecții Botoșani. În 1965 intră în funcțiune fabrica de pâine aparținând Întreprinderii de morărit și panificație; în 1972 intră în funcțiune Întreprinderea de utilaje și piese de schimb pentru industria ușoară (I. U. P. S.); în 1976 Întreprinderea de șuruburi; în 1975 Întreprinderea „Electrocontact”; în 1977 Fabrica de izolatori electrici din sticlă, fiind prima unitate de acest gen din țară; tot în 1977 Întreprinderea de prelucrare a lemnului Botoșani; în 1980 Întreprinderea de articole tehnice din cauciuc și Filatura de fire din melană din Botoșani.
Municipiul Botoșani realizează în momentul de față 70% din PIB-ul județului, deși populația acestuia reprezintă doar 25% din populația județului. În Botoșani își desfășoară activitatea peste 7000 de societăți.

## Transport

### Transporturi Externe
Rutiere
 Botoșani este situat la intersecția drumurilor naționale 29B (Târgu Frumos-Dorohoi) și 29 (Suceava-Săveni), implicit pe traseul drumului european E58, ce leagă granița de nord-vest a țării, Halmeu, cu cea de est, nord-est, Sculeni. Astfel, orașul a fost din cele mai vechi timpuri o punte de legătură între România și zona Bucovinei și a Basarabiei de nord, și, de asemenea, cu Ucraina, Polonia și Rusia. Din punct de vedere turistic, de aici se poate ajunge cu ușurință la mănăstirile din zona Bucovinei (Voroneț, Moldovița, Sucevița, Putna), cât și la cele din județ, cum ar fi Vorona sau cele nemțene și ieșene. De asemenea, se poate ajunge ușor la Lacul de acumulare Stânca-Costești, cel mai mare lac de acumulare din țară, situat pe Prut, la granița cu Republica Moldova.
Autostrada A4, care va face legătura dintre Iași și Târgu Mureș, se va situa la 70 km distanță. Legătura de la Botoșani la traseul tronsonului Iași-Târgu Frumos-Târgu Neamț se va face pe E58.
În municipiu există mai multe autogări din acestea se asigură curse zilnice către alte orașe din țară ( ex.:Brașov, București, Cluj-Napoca, Constanța, Iași, Timișoara, etc.) și către majoritatea localităților din județ. Principalele probleme ale transportului rutier intrajudețean o constituie existența piraților auto și starea proastă a rețelei de drumuri.
Aeriene
 Cel mai apropiat aeroport este cel din Aeroportul Suceava-Salcea, aflat la 33 de kilometri. Acesta are curse regulate cu Aeroportul Internațional Otopeni - București si cu Viena. În apropiere mai sunt Aeroportul Internațional Iași - care are curse regulate cu Viena, Budapesta, București și Timișoara, și Aeroportul Bacău - care are curse regulate cu orașe din Italia și Spania, îndeosebi Roma.
Feroviare
 Linia de cale ferată Verești-Botoșani (44 km) a fost dată în exploatare în anul 1871. Prin această linie, municipiulul Botoșani este conectat la una dintre cele mai importante magistrale feroviare ale țării, cea care asigură legătura între București-Suceava-Vicșani. În oraș există o singură gară.
Pentru a fi viabilă din punct de vedere tehnic și economic, la nivelul cerințelor secolului XXI, calea ferată Verești-Botoșani trebuie reconsolidată pentru o viteză comercială superioară, trebuie centralizată electronic, electrificată și dublată cel puțin pe porțiunea Leorda-Botoșani (15 km).
De-a lungul timpului au fost întreprinse mai multe demersuri pentru realizarea unei conexiuni feroviare directe între orașele Botoșani și Iași, astfel încât, în zona Botoșani, transportul feroviar să devină eficient din punct de vedere economic. Un proiect care avea în vedere o cale ferată Iași-Hârlău-Botoșani a fost materializat inițial doar pe jumătate, între Iași și Hârlău, iar apoi, în anii '80-'90, între Hârlău și Flămânzi, porțiune care însă nu a fost finalizată, lucrările executate fiind azi în curs de degradare.
Un alt proiect care prevedea o legătura feroviară între Botoșani și stația Todireni de pe linia Iași-Dorohoi a rămas doar în stadiul de lege aprobată de Parlament în perioada interbelică. Pe lângă faptul că ar revitaliza din punct de vedere economic zona văii Jijiei, varianta de traseu Botoșani-Todireni (aproximativ 50 km, de-a lungul văii râului Sitna) ar putea fi, de asemenea, parte a preconizatei legături feroviare dintre Botoșani și orașul Bălți din Republica Moldova.

### Transporturi Interne
Tramvaie
Rețeaua de tramvaie a fost dată în folosință în anul 1991, fiind cea mai nouă din țară.
Transportul public de călători cu tramvaie a fost asigurat de S. C. ELTRANS S. A., unitate direct subordonată Consiliului Local și care cuprinde două trasee cu o lungime totală de 15,8 km:
- Traseul 101 - Cătămărăști-Deal - Gară - Uvertura Mall - Luceafărul
- Traseul 102 - Cătămărăști-Deal - Gară - Carrefour - Primăverii

Numărul de vagoane disponibilizate zilnic în exploatare efectivă 14-15 vagoane (din inventarul total de 26(Tatra T4D-MI, Tatra T4D, Tatra ZT4D) aduse în 2001 si 2002 din Dresda, cu o capacitate de 100 călători pe vagon, număr care a crescut față de anul 1991 când erau 9 tramvaie sau față de 1996 când erau 16 tramvaie) asigură, în medie zilnic, transportul unui număr de:
- 5.700 călători cu bilete de călătorie;
- 3.710 abonați (adulți, elevi, pensionari, handicapați, veterani, alte categorii).

Maxi-Taxi
 Municipiul beneficiază de străzi asfaltate, lungimea totală a acestora însumând 137 Km, din care 75 Km sunt modernizați, iar restul pietruiți. 
Transportul public de călători cu maxi-taxi este asigurat de 60 de microbuze cu o capacitate minimă de 12 locuri si se desfăsoară pe cinci trasee:
- Traseul 1: Bariera Iasi - Calea Natională - Grivita - Alex. Donici - Împ. Traian - Uzinei - Calea Natională - F-ca Mobilă si retur. (Numărul călătorilor/zi – 4.000)[27]
- Traseul 2 : Bariera Curtesti - Bucovina - N. Iorga - Calea Natională - Marchian - bd. M. Eminescu - Sucevei - Calea Natională - Cătămărăsti (Avicola) si retur. (Numărul călătorilor/zi – 4.000)[27]
- Traseul 3: Bariera Sulita - I. C. Brătianu - I. Pillat - Calea Natională - Marchian - bd. G. Enescu - bd. Primăverii- Sucevei - Uzinei - Aprodul Purice - Gară si retur. (Numărul călătorilor/zi – 6.200) [27]
- Traseul 4 : Bd. G. Enescu (inters. cu bd. Primăverii)-Bucovina -M. Kogălniceanu -Bd. M. Eminescu -N. Iorga -I. Pillat -Victoriei -A. S. Puskin -Tulbureni si retur. (Numărul călătorilor/zi – 400)[27]
- Traseul 5 : Stația Meteo – M. Kogălniceanu – B-dul M. Eminescu – N. Iorga – Calea Națională – Ștefan-cel-Mare – Doboșari (Sere) și retur prin Uzinei. (Numărul călătorilor/zi -1000)[27].

Program de functionare: între orele 0 00 - 24 00 . În intervalul orar 22 00 - 6 00 se asigură o frecventă minimă în traseu de 1 autovehicul / 30 min. / pe sens de deplasare
Taxi
 Companiile de taxiuri care s-au dezvoltat în ultimii ani acoperă necesarul de transport neacoperit de transportul public și este asigurat în municipiul Botoșani de un număr de aproape 550 de autovehicole, iar funcția de licențiere, monitorizare și control este desfășurată de serviciile specializate ale primăriei. Marea majoritate a taximetrelor beneficiază de servicii de dispecerat asigurate de operatori-dispeceri.

## Cultura

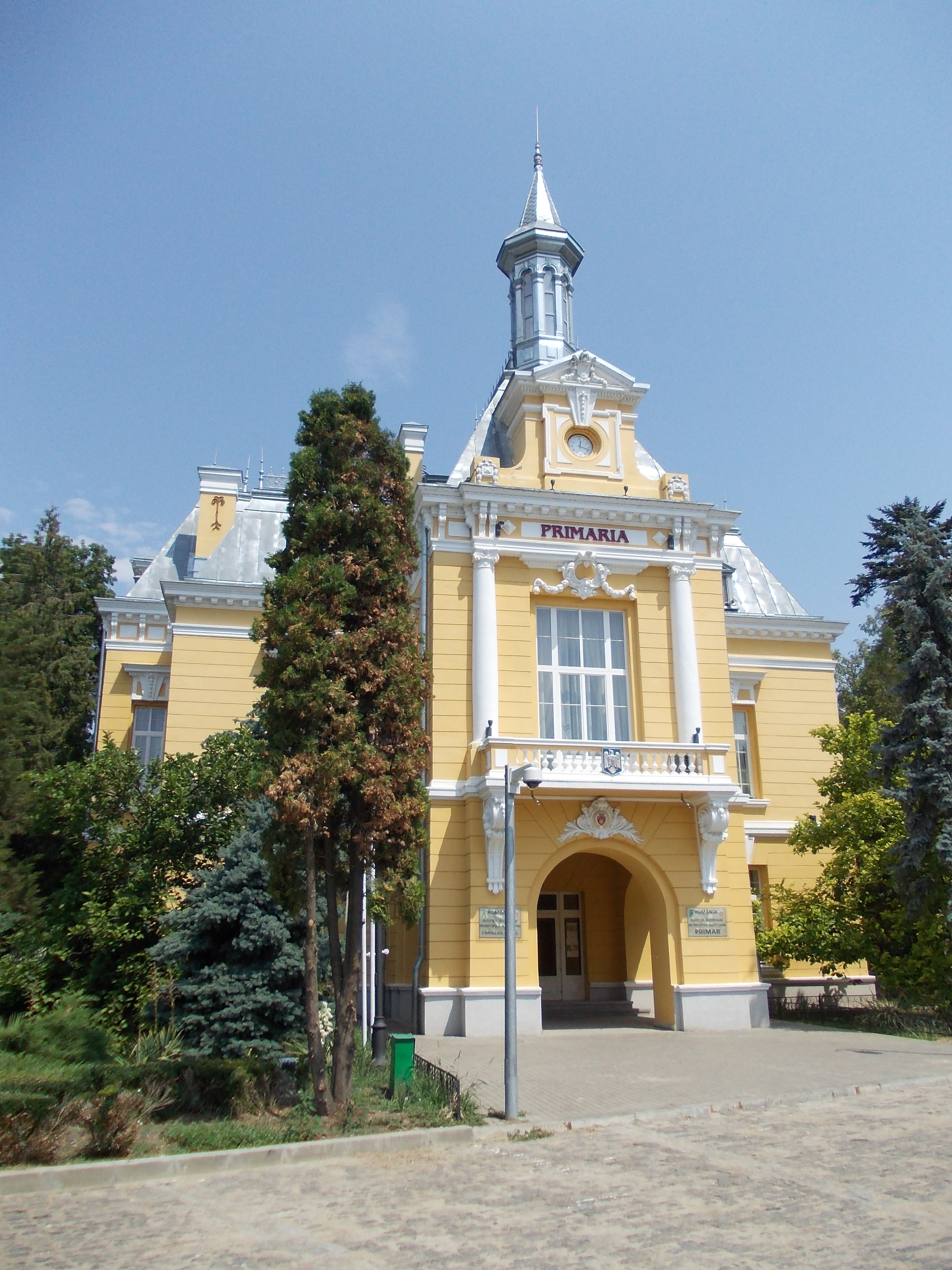
Primăria Veche din Botoșani, monument istoric din sec. al XVIII-lea

Palatul de Justiție din Botoșani

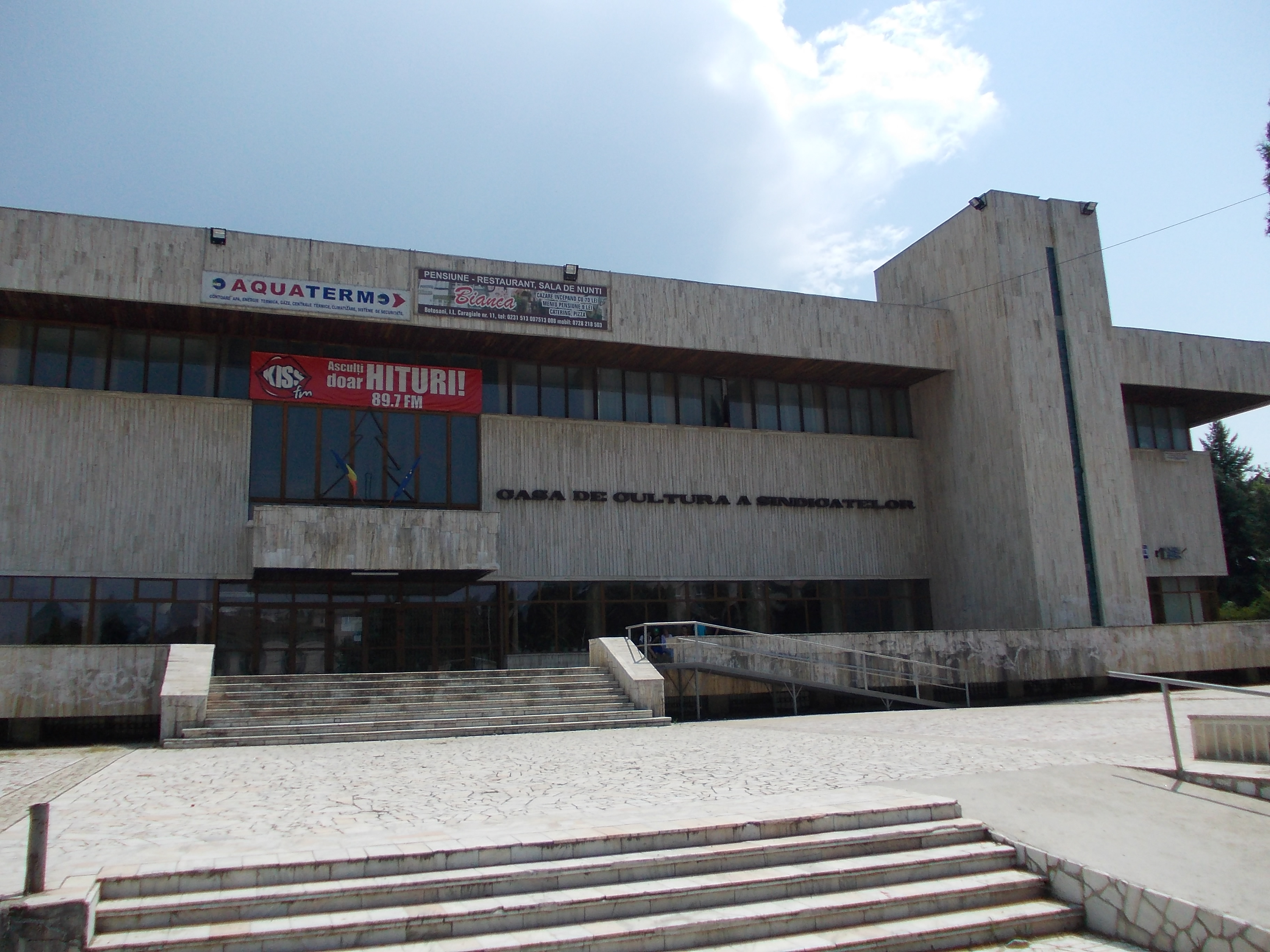
Casa de cultură

Cu o viață culturală foarte bogată, municipiul Botoșani a dat de-a lungul anilor mari personalități ale științei și culturii.

### Edificii culturale
- Atelierul de ceramică, aparține familiei Iacinschi din Botoșani. Aici se produce și comercializează ceramică tradițională de tip Kuty și Cucuteni. De peste 3 decenii meștera Sonia Iacinschi, realizează platouri, farfurii, ulcioare, căni, vaze, cahle și multe alte obiecte necesare omului în casă sau obiecte de decor. La Botoșani, ceramica de tip Kuty, se lucra cu mult timp înainte de 1970, într-un atelier din cartierul Barbu Lăzăreanu.

- Biblioteca Județeană "Mihai Eminescu", clădirea bibliotecii, cunoscută și sub numele de "Casa Moscovici", este o adevărată bijuterie arhitectonică, construită la sfârșitul secolului al XIX-lea, îmbinând într-o sinteză armonioasă elemente ale arhitecturii franceze cu cele germane. Biblioteca deține un valoros fond de carte cu peste 380.000 volume.

- Casa Ciomac Cantemir (monument istoric de la 1800), sediul Fundației "Ștefan Luchian" Botoșani (luchian. edituratim. ro).
- Casa memorială Nicolae Iorga, organizată în una din casele în care s-a născut și a copilărit Nicolae Iorga. Două încăperi ale casei sunt afectate unei expoziții foto-documentare și unei săli multifuncționale unde sunt expuse primele ediții ale operei lui Nicolae Iorga. În altă cameră este adăpostită o bibliotecă istorică, alcătuită din carte curentă achiziționată în ultimii ani. Salonul familiei redă un interior datând din ultimele decenii ale secolului trecut.

- Colegiul Național „A. T. Laurian” din Botoșani, înființat în 1859.

- Muzeul memorial Octav Onicescu, înființat în octombrie 1995, adăpostește piese de mobilier care au aparținut matematicianului și filosofului Octav Onicescu, fiind expuse de asemenea manuscrise, scrisori, diplome, cărți din biblioteca personală, fotografii de familie, decorații, redând imaginea unor încăperi intime matematicianului.

- Muzeul de Etnografie din Botoșani (Casa Manolache Iorga), monument de arhitectură datând de la sfârșitul secolului al XVIII-lea. Clădirea a fost casa lui Manolache Iorga, străbunicul lui Nicolae Iorga. Organizat și deschis publicului din anul 1989, muzeul valorifică cele mai importante elemente ale civilizației rurale a Botoșanilor: principalele ocupații (agricultura, creșterea animalelor, vânătoarea, pescuitul, apicultura), meșteșugurile tradiționale (torsul, cusutul, cojocăritul, olăritul), costumul popular, datinile și obiceiurile specifice acestei zone. Interiorul de locuință readuce în prezent ideea de viață tradițională, prin mobilier, obiecte de uz casnic și prin locul de preparare a hranei. Ceramica de Cucuteni, ouăle încondeiate, covoarele tradiționale, măștile populare sunt bine reprezentate în acest muzeu.

- Muzeul județean (Secția de istorie și arheologie), monument istoric a cărui clădire datează din anul 1913, prezintă în cele 17 săli de expoziție, dispuse la parter și etaj, cele mai semnificative momente ale evoluției zonei Botoșanilor din preistorie până în contemporaneitate. Vizitatorul este invitat să descopere vestigii ale civilizației, paleoliticului, neoliticului (ceramica de Cucuteni), bronzului și fierului. Sunt expuse unelte și arme din piatră șlefuită și os, ceramică pictată, figurine antropomorfe și zoomorfe, peceți ce au aparținut unor domnitori moldoveni, obiecte de podoabă, etc. Reține atenția, în mod deosebit, cel mai vechi adăpost omenesc din Europa de S-E, descoperit la Ripiceni și reconstituit parțial.

- Galeriile de artă "Ștefan Luchian", reprezintă Secția de Artă a Muzeului Județean. Aici este valorificat patrimoniul artistic botoșănean, patrimoniu ce cuprinde lucrările artiștilor plastici Ștefan Luchian, Octav Băncilă, precum și a numeroși artiști plastici contemporani, lucrările unor renumiți graficieni printre care ale Ligiei Macovei, cea mai bună ilustratoare a poeziilor lui Mihai Eminescu, sculpturile semnate de Iulia Onila și Dan Covătaru sau tapițeriile create de Cela Neamțu, Aspazia Burduja, și Ileana Balotă.

- Teatrul „Mihai Eminescu” din Botoșani; clădirea a fost inaugurată în anul 1914, distrusă parțial în timpul bombardamentelor din anul 1944 și refăcută ulterior în 1958 și în anii 90. Aici activează o talentată echipă de actori a căror evoluție remarcabilă a fost încununată în anul 2001 cu Marele Premiu al Festivalului Internațional de Teatru de la Piatra Neamț. Sala mare a teatrului găzduiește numeroase alte activități culturale din care cele mai importante sunt concertele simfonice susținute de către filarmonica de Stat din Botoșani.

- Teatrul de Păpuși „Vasilache” - Organizează o dată la doi ani Gala Internațională a Recitalurilor Păpușerești, care prilejuiește întâlnirea la Botoșani a celor mai prestigioase colective de actori păpușari atât din țară cât și din străinătate.

- Filarmonica Botoșani, clădirea filarmonicii denumită și Vila Ventura a fost construită la sfârșitul secolului al XIX-lea în stil neoclasic. Activitatea Filarmonicii de Stat Botoșani este recunoscută și în afara județului, artiștii fiind invitați în mod permanent să participe la diferite spectacole în țară și străinătate. Filarmonica botoșăneană este principalul organizator al manifestărilor omagiale dedicate lui George Enescu, manifestări care se bucură în fiecare an de prezența unor personalități din lumea artei și culturii românești.

- Ansamblul Rapsozii Botoșanilor, instituție ce numără mai multe decenii de activitate, are în repertoriul său o multitudine de cântece populare moldovenești, romanțe, etc. Ansamblul s-a bucurat pe durata a mai multor ani de prezența unor artiste remarcabile cum ar fi Sofia Vicoveanca, Laura Lavric, Daniela Condurache șamd. Artiștii ansamblului sunt recunoscuți pe plan național si internațional prin numeroasele premii câștigate.

- Inspectoratul pentru Cultură, instituție care pe plan local și-a asumat sarcini deosebite legate de manifestările omagiale dedicate personalităților botoșănene (Eminescu, Iorga, Luchian, Onicescu ș. a.) precum și în derularea de proiecte și programe cu caracter cultural artistic: Festivalul Usturoiului - Copălău, Festivalul folcloric al Cântului moldovenesc "Satule mândră grădină", Festivalul național de muzică folk pe versuri de Mihai Eminescu, Festivalul folcloric "Serbările pădurii" de la Vorona etc;

- Centrul Vechi este partea cea mai veche a orașului din punct de vedere arhitectonic, care grupează un număr mare de clădiri cu destinație comercială datând din secolele XVII - XVIII. Clădirile sunt dispuse sub formă de L, iar fațadele spre stradă au forme arhitecturale din cele mai diverse, mai ales de factură apuseană, prelucrate creator în forme tradiționale, specifice acestui tip de construcții. Curțile interioare prezintă ordonanța clasică a caselor de târgoveți, cu galerii din stâlpi de lemn, balcoane din fier forjat si geamlâcuri susținute de console de lemn profilate.

- Primăria Veche, edificiu construit la sfârșitul sec. al XVIII-lea în stil eclectic de influență germană. Clădirea a fost restaurată între 1906-1914. În această clădire a lucrat Mihai Eminescu în calitate de copist, în perioada octombrie 1864-martie 1865, înainte de construirea Palatului de Justiție, ca sediu al instanțelor judecătorești din Botoșani.

- Casa Antipa, cladire construita in stil eclectic de inspiratie franceza la sfarsitul sec. XIX. Aici s-au nascut marele biolog Grigore Antipa si fratele sau, naturalistul Nicolae Leon.

- Casa Silion, dateaza din jurul anului 1900, si imbina armonios mai multe stiluri arhitectonice (eclectic francez, art-nouveau). Este plasata in mijlocul unei gradini cu fantana, iar intrarea principala este incadrata de statui.

## Media

### Presa scrisă
În Botoșani apar patru cotidiene în format compact: Monitorul de Botoșani, Jurnalul de Botoșani, Evenimentul de Botoșani și Jurnalul de Botoșani și Dorohoi. Dintre acestea Monitorul de Botoșani are un tiraj de 7310 pe apariție (sept. 2008)brat. ro/index. php?page=publications&id=188&index=0.

### Televiziunea
Există două posturi locale de televiziune Tele M Botoșani (disponibil prin rețelele de cablu și de asemenea prin rețaua de relee terestre) și Somax (disponibil prin rețeaua UPC). De asemenea se pot viziona prin intermediul rețelelor de cablu posturile tv aparținând Societății Române de Televiziune(TVR 1, TVR 2, TVR 3, etc.); Central European Media Enterprises (Pro TV, Acasă, Sport. ro, etc.); Intact (Antena 1, Antena 2, Antena 3, etc.); Realitatea-Cațavencu (Realitatea TV, The Money Channel, etc.) și multe altele.

### Radio
Posturi de radio disponibile în oraș sunt următoarele: Radio Fix, Better FM, Radio As, Radio Deea, Radio Mix FM, Radio Infopro, Radio Meridian, Kiss FM, Radio Trinitas, Europa FM, Radio Vocea Speranței și posturile de radio oferite de Societatea Română de Radiodifuziune.

## Viața religioasă

### Lăcașe de cult

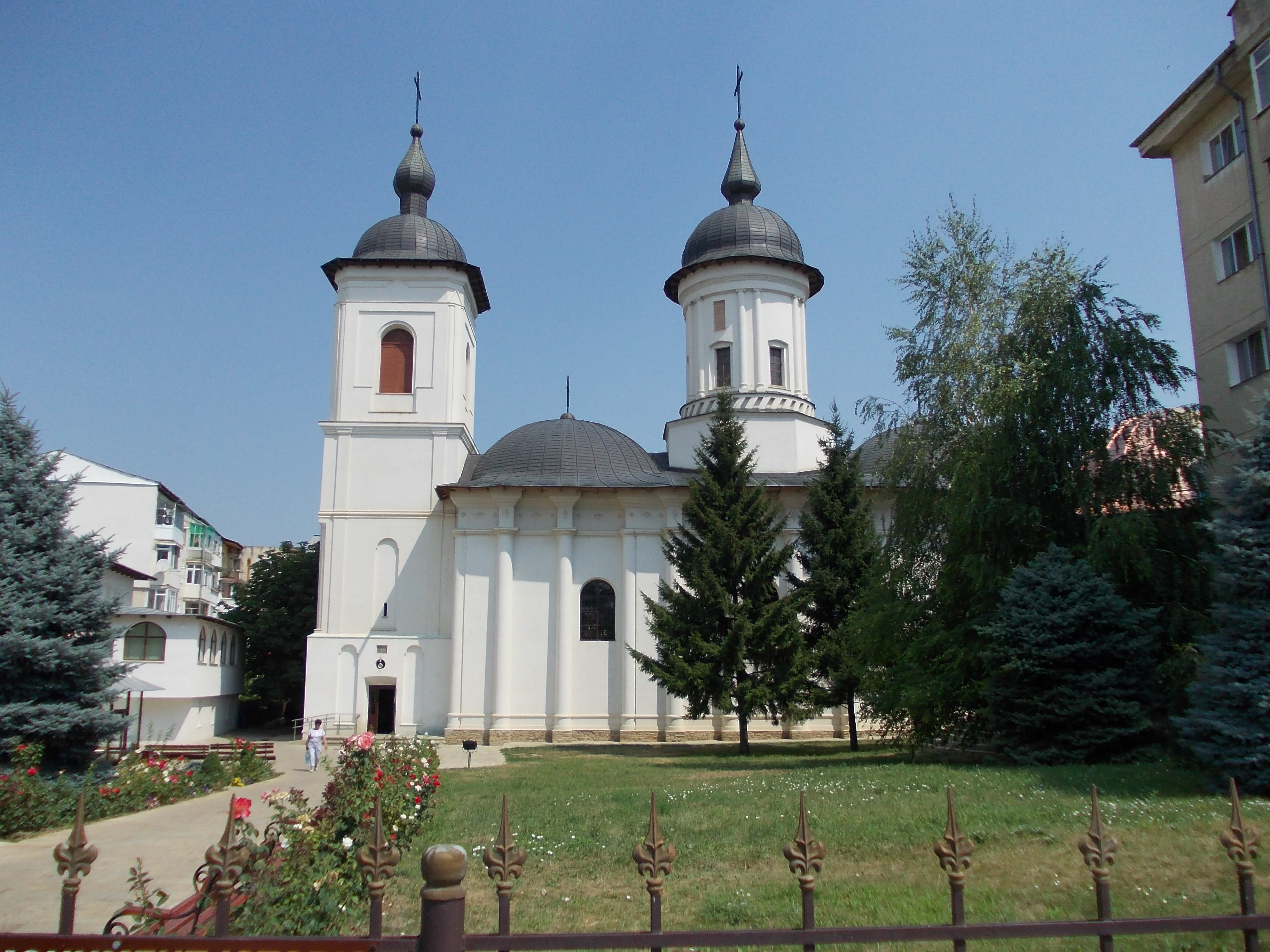
Biserica Sf. Ilie

- Biserica "Sf. Nicolae" (Popăuți)- ctitorie a domnitorului Ștefan cel Mare și Sfânt din anul 1496; pictura interioară datează din secolul al XV-lea. Mănăstirea propriu-zisă este înconjurată de ziduri la care se adaugă și un turn de veghe, acestea conferindu-i aspectul unei mici cetăți.
- Biserica "Sf. Gheorghe" - ctitorie a Doamnei Elena Rareș, soția domnitorului Petru Rareș, datează din anul 1551.
- Biserica Uspenia - ctitorie a Doamnei Elena Rareș, soția domnitorului Petru Rareș, în anul 1552. Aici a fost botezat Mihai Eminescu.
- Biserica Sf. Ilie - își are începuturile în 1778, ca biserică a Breslei Blănarilor, de renume în lumea meșteșugarilor botoșăneni.
- Biserica romano-catolică Nașterea Sf. Ioan Botezătorul - construită la mijlocul sec. al XIX-lea în stil neogotic.
- Biserica Lipovenească - actuala clădire a bisericii s-a înălțat pe o veche capelă de lemn în anul 1853. Pe lângă biserică a existat o școală a etnicilor lipoveni. Poseda frumoase icoane de sorginte ruseasca, carti vechi și odoare lucrate cu rafinament artistic.

## Personalități
- Mihai Eminescu (1850–1889), poet, prozator și jurnalist
- George Enescu (1881–1955), compozitor, violonist, pedagog, pianist și dirijor
- Nicolae Iorga (1871-1940), istoric, critic literar
- Grigore Antipa (1867-1944), biolog darwinist, zoolog, ihtiolog, ecolog, oceanolog
- Grigore Alexandru Ghica (1807-1867), domnitor al Moldovei
- Iosif Gheorghian (1829–1909), mitropolit-primat al Bisericii Ortodoxe Române (1886-1893, 1896-1909)
- Ștefan Luchian (1868-1916), pictor
- Octav Băncilă (1872-1944), pictor realist și activist politic de stânga
- Mihail Sorbul (1885–1966), dramaturg
- Alexandru Graur (1900–1988), filolog
- Georgeta Damian (n. 1976), canotoare română, multiplă medaliată olimpică

## Sport
Municipiul Botoșani este reprezentat în fotbal de echipa FC Botoșani. În vara anului 1979, CS Botoșani a promovat în Divizia B, și la finele sezonului 1979/1980 echipa s-a clasat pe cel mai bun loc din istorie (locul 3); această poziție nu a mai fost obținută de nici o echipă din Botoșani până în acest moment. După această performanță, echipa s-a aflat într-un declin, sezoanele urmatoare, situându-se la mijlocul clasamentului în Divizia B. CS Botoșani a rămas în Divizia B pentru 11 sezoane, cele mai multe sezoane petrecute în această ligă de o echipa din Botoșani, iar la sfârșitul sezonului 1989/1990 CS Botoșani a retrogradat în Divizia C. Noul club FC Botoșani a fost fondat în anul 2001 și este în acest moment singurul club din Botoșani în eșaloanele superioare, jucând în Liga I în sezonul 2013-2014. În 2005 Valeriu Iftime, președintele Consiliului de Administrație, a preluat clubul după exemplul francez.În acest fel, prima echipă joacă în Liga a ll-a și a doua echipa în Liga a lV-a. De asemenea, clubul dispune de un Centru de Copii și Juniori care să asigure viitorul primei echipe.
FC Botoșani a participat, până acum, la șase sezoane de Liga a II-a. În primul sezon (2004-2005) echipa a terminat pe locul 8, în sezonul următor (2005-2006) echipa a terminat pe locul 4, iar în al treilea (2006-2007) echipa a terminat pe locul 11. Echipa joacă meciurile de acasă pe stadionul Municipal, cu o capacitate de 12.000 de locuri, stadion situat în centrul orașului pe Calea Națională.